# Iuri Savéliev
Iuri Savéliev és un arquitecte i historiador de l'art rus (Sant Petersburg, 1959), doctorat en història de l'art a la Universitat de Sant Petersburg. Ha estudiat l'arquitectura russa i especialment els corrents neobizantins del segle XIX-XX. Ha publicat obres destacades sobre aquests temes i un parell de monografies sobre Nikolai Sultanov, un dels principals arquitectes d'aquesta tendència (Савельев Ю. Р. Петербургский и московский зодчий Н. В. Султанов // Петербургские чтения-97. СПб., 1997). Molt vinculat a les terres de parla catalana ha donat cursos a la Universitat Autònoma de Barcelona, a l'Acadèmia de Belles Arts de Barcelona, etc. i a diversos llocs del País Valencià, on la seva esposa Viktoria Savelieva, actriu, dona regularment masterclasses. Investigà l'acollida que tingué l'obra d'Hermen Anglada-Camarasa a la Rússia de començament del segle XX (Exposició El món d'Anglada-Camarasa, Caixafòrum, Barcelona-Palma 2006).
És membre corresponent de la Reial Acadèmia Catalana de Belles Arts de Sant Jordi (2001) i agregat col·laborador de la Reial Acadèmia de Cultura Valenciana.

## Font
1. ↑  Reial Acadèmia Catalana de Belles Arts de Sant Jordi. Anuari 2007-2008, Barcelona 2009.